# Daniëlla Sumter
Daniëlla Sumter is een Surinaams bestuurder en politicus. Ze werkte zes jaar voor het ministerie van Financiën en sinds 2006 voor het ministerie van Handel en Industrie. Daarnaast oefende ze meerdere nevenfuncties uit. In 2019 nam ze zitting in De Nationale Assemblée (DNA) voor Nationale Democratische Partij (NDP).

## Biografie
Na het lyceum werkte ze van 2000 tot 2006 voor het ministerie van Financiën en sindsdien voor het ministerie van Handel en Industrie. Ondertussen volgde ze tot 2010 een studie bestuurskunde aan de Anton de Kom Universiteit van Suriname en daarna nog twee jaar management en bestuurskunde aan de FHR School of Governance, beide in Paramaribo. Aan het laatste instituut slaagde ze in 2012 met een mastergraad in bestuurskunde.
Bij het ministerie van H&I was ze hoofd van de afdeling Consumenten Zaken (sinds minimaal 2013) en daarna onderdirecteur Marktbeheersing (sinds circa 2016). Ondertussen was ze vanaf januari 2010 een jaar lang ondervoorzitter van de Junior Chamber International en in januari 2015 voorzitter. Vervolgens was ze nog voorzitter van de afdeling Unify van en secretaris-generaal bij  de jongerenkamer. Daarnaast was ze vanaf 9 januari 2012 voorzitter van de adviesraad het Surinaams Standaarden Bureau en sinds 10 maart 2017 voorzitter van dit bureau. Hiervoor was ze ook contactpersoon voor het melden van gevaarlijke producten binnen het Carrex-systeem, de variant van de Caricom van de RAPEX (Rapid Exchange of Information System) dat de EU hanteert.
Tijdens de verkiezingen van 2015 kandideerde ze voor DNA op plaats 16 van de NDP in het kiesdistrict Paramaribo. Nadat André Misiekaba in 2019 werd benoemd tot minister van Sociale Zaken en Volkshuisvesting, kwam zijn zetel vrij. Op dat moment liet de nummer 15 van de lijst, Derryl Boetoe, de plek aan hem voorbij gaan om de functie van directeur van de Cevihas te kunnen blijven vervullen. Sumter accepteerde de zetel wel en werd op 14 juni 2019 ingehuldigd tot lid van DNA. Ze legde hiervoor haar onderdirecteurschap op het ministerie neer en werd daar opgevolgd door Vincent Fernandes. Ze was in 2020 voor de NDP verkiesbaar, maar verwierf geen zetel.